# Шахматы в Молдове

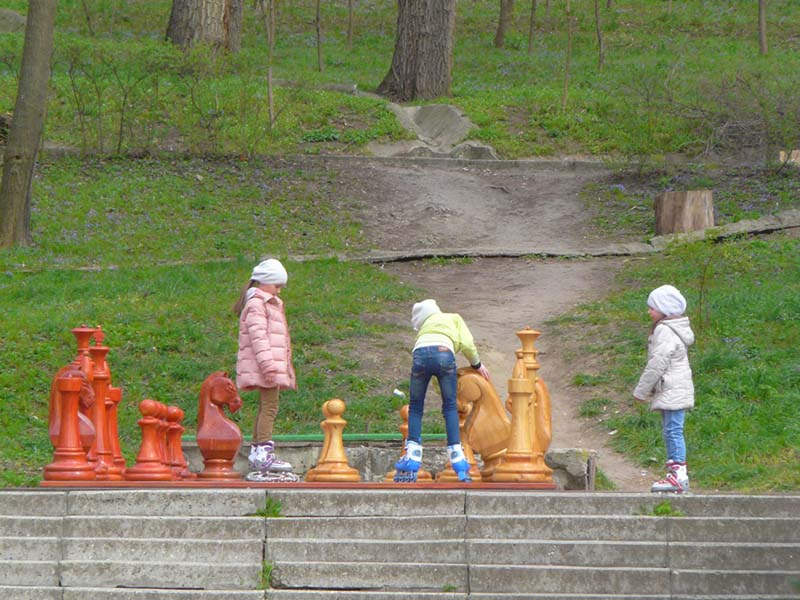
Шахматная доска в общественном парке в Кишиневе

В статье предоставлена информация о появлении шахмат в Молдавии

## История

### Появление шахмат в Молдавии
Первые сведения о шахмат на территории современной Молдавии относятся к началу XVIII века. В 1895 в Кишинёве организовалось Общество любителей шахматной игры и открылся шахматный клуб, который проводил небольшие турниры; после закрытия клуба (1906) действовали шахматные кружки при 1-й и 2-й мужских гимназиях, объединявшие учителей. Молдавские шахматисты А. Гитман, Ф. Казнин, С. Столейков, Ф. Хинкулов, А. Шульга, А. Яновский и др. участвовали в конкурсах по решению задач и этюдов шахматного отдела журнала «Нива» (редактор отдела М. Чигорин). В 1907—1914 кишинёвский учитель Шульга организовал 12 турниров по переписке; они имели всероссийское значение и известны под названием «кишинёвских»; в числе участников были известные шахматисты России А. Гончаров, Н. Зубарев, П. Яровой, а также сильнейшие молдавские шахматисты Л. Комарницкий, А. Сибов, А. Шульга.

### 1920-е — 1930-е
В 1921 в Бессарабии в городе Сороки А. Яновчик выпускал рукописный шахматный журнал; в 1923 журнал печатался на гектографе (15 экземпляров); в 1925 А. Яновчику удалось наладить издание ежемесячного печатного журнала «Ревиста де шах» (1925—1926). В декабре 1929 в Кишинёве организован городской шахматный кружок, который объединил 20 любителей; в 1930 состоялось 2 турнира (по 10 участников в каждом); в группе сильнейших победили: 1—2. П. Карчевский и Ю. Ников, 3. А. Захаров; вскоре кружок закрылся из-за отсутствия помещения. Центром шахматной жизни Кишинёва было кафе Вейцховского, где за плату выдавали комплект шахмат; игра велась на ставку. Сильнейшими шахматистами города считались Захаров, П. Кендро, Б. Коган и другие. В конце 1920-х годах шахматисты Бессарабии добились первых успехов в зарубежных турнирах: А. Барац занял 1-е место в чемпионатах Парижа (1927, 1928); Ю. Ников победил в чемпионате Гента (Бельгия, 1928). С 1930-х годов проводились чемпионаты различных городов Бессарабии.

### С 1940-х
После воссоединения Бессарабии (28 июня 1940) и образования Молдавской ССР начался новый этап в развитии шахматного движения: в августе 1940 открылся республиканский шахматный клуб; 15 сильнейших шахматистов Молдавии стали участниками показательного турнира, где 1—4-е места разделили В. Казицкий, Коган, Г. Кошницкий и Ф. Федюкин. В том же году открылась шахматная секция кишинёвского Дворца пионеров (руководитель П. Савин); среди её воспитанников мастера спорта СССР Ю. Горняк, И. Мосионжик, B. Чебаненко, Ф. Черемисин и талантливые шахматистки Н. Колотий,  Б. Мосионжик, Р. Неведничая и другие. Много сделали для популяризации и развития шахмат в республике Г. Киливерди, А. Молдовяну, Ф. Скрипченко, И. Солонарь, C. Орлов.
С 1944 года в стране ежегодно проводятся мужские чемпионаты республики; чаще других побеждали: В. Тарасов (7 раз); А. Лутиков (6); Ш. Гитерман, Б. Иткис, Н. Попов и Б. Неведничий (по 4); М. Шофман (3).
С 1949 проходят женские чемпионаты Молдавии: Б. Мосионжик побеждала 11 раз, Н. Агабабян — 5, Неведничая — 4, Д. Казацкер и Колотий — по 3 раза.
В 1950—1956 состоялись массовые шахматные олимпиады на приз газеты «Юный ленинец»; в них ежегодно участвовало свыше 3000 школьников Кишинёва. С 1958 команда Молдавии — участница командных чемпионатов СССР: 1958 — 15-е, 1960 — 11—12-е, 1962 — 9-е, 1969 — 13-е, 1972 — 14 е, 1981 — 8-е места. С 1959 команда Молдавии — участница Спартакиад народов СССР: 1959 — 17-е, 1963 — 11-е, 1967 — 14-е, 1975 — 12-е, 1979 — 6-е, 1983 — 12-е места. В начале 1970-х годов в Кишинёве открылась детско-юношеская шахматная школа. Большую роль в развитии шахмат на селе сыграло добровольное спортивное общество «Колхозникул». В 1974 в финале первенства СССР среди сельских команд команда «Колхозникул» завоевала звание чемпиона СССР.

### 2000-е
В настоящее время развитием и популяризацией шахмат в стране занимается Федерация шахмат Республики Молдова, возглавляемая Игорем Додоном, избранным в декабре 2016 года Президентом Республики Молдова.
Лучшим шахматистом Молдавии по состоянии на октябрь 2016 года и лидером сборной страны по шахматам является Виорел Бологан.
В 2014 году между Федерацией шахмат Молдовы и Российской шахматной федерацией был подписан меморандум о сотрудничестве в сфере школьных шахмат. В 2015 году команда школьников из Молдавии впервые приняла участие в международном шахматном турнире среди школьных команд «Белая ладья».

## Шахматная композиция
Молдавия выдвинула талантливых шахматных композиторов — К. Гаврилова, Р. Кофмана, Ф. Симховича, И. Шифмана, Яновчика. Активную работу по пропаганде шахматной композиции вёл шахматный отдел (редактор А. Иванов) газеты «Советская Молдавия». Композиции М. Кузнецова, Н. Молдовяну, В. Морозова, Н. Чиканова и других молдавских композиторов неоднократно отмечались призами на всесоюзных и международных конкурсах. В 1966 команда молдавских композиторов в чемпионате СССР по решению задач и этюдов заняла 4-е место; в 1973 в чемпионате СССР по составлению задач и этюдов — 1-е место. В Молдавии проведено 8 республиканских конкурсов по составлению задач и этюдов, наиболее успешно в них выступили Иванов, Кузнецов, А. Кузовков, Морозов и М. Марандюк. Кузовков — победитель 16-го чемпионата СССР (1982) по составлению шахматных задач (раздел трёх- и четырёхходовок).

## Изданные книги
В 1958 издана первая книга по шахматам на молдавском языке — учебник П. Савина «Шахматы»; в издательстве «Карта молдовеняскэ» вышли его же книги «Шахматы в Молдавии» (1968), «Шахматные поединки. Из творчества молдавских шахматистов» (1979), «В мире шахматной комбинаций» (1981), «Книга любителя шахмат» (на молдавском языке, 2 издание, 1986); а также «Сборник коротких партий» (составитель Р. Шварц, 1975), книга Горняка «Умейте защищаться!» (1982).